# CD274
CD274 (англ. CD274 molecule) – білок, який кодується однойменним геном, розташованим у людей на короткому плечі 9-ї хромосоми. Довжина поліпептидного ланцюга білка становить 290 амінокислот, а молекулярна маса — 33 275.
| 10         |  | 20         |  | 30         |  | 40         |  | 50         |
| ---------- |  | ---------- |  | ---------- |  | ---------- |  | ---------- |
| MRIFAVFIFM |  | TYWHLLNAFT |  | VTVPKDLYVV |  | EYGSNMTIEC |  | KFPVEKQLDL |
| AALIVYWEME |  | DKNIIQFVHG |  | EEDLKVQHSS |  | YRQRARLLKD |  | QLSLGNAALQ |
| ITDVKLQDAG |  | VYRCMISYGG |  | ADYKRITVKV |  | NAPYNKINQR |  | ILVVDPVTSE |
| HELTCQAEGY |  | PKAEVIWTSS |  | DHQVLSGKTT |  | TTNSKREEKL |  | FNVTSTLRIN |
| TTTNEIFYCT |  | FRRLDPEENH |  | TAELVIPELP |  | LAHPPNERTH |  | LVILGAILLC |
| LGVALTFIFR |  | LRKGRMMDVK |  | KCGIQDTNSK |  | KQSDTHLEET |  |            |

A: Аланін

C: Цистеїн

D: Аспарагінова кислота

E: Глутамінова кислота

F: Фенілаланін

G: Гліцин

H: Гістидин

I: Ізолейцин

K: Лізин

L: Лейцин

M: Метіонін

N: Аспарагін

P: Пролін

Q: Глутамін

R: Аргінін

S: Серин

T: Треонін

V: Валін

W: Триптофан

Кодований геном білок за функцією належить до рецепторів. 
Задіяний у такому біологічному процесі, як альтернативний сплайсинг. 
Локалізований у клітинній мембрані, мембрані.